# Sandro Silva (football)
Pour les articles homonymes, voir Sandro et Silva.
Sandro Laurindo da Silva dit Sandro Silva (né le 29 avril 1984 à Rio de Janeiro) est un footballeur brésilien qui joue à Málaga CF mais qui est actuellement prêté à Cruzeiro EC. Il joue comme milieu défensif.

## Palmarès

### Clubs
- CD Remo
  - 2007 : Vainqueur du Championnat de l'État du Pará
- SE Palmeiras
  - 2008 : Vainqueur du Championnat de l'État de São Paulo